# Eimeria ninakohlyakimovae
Eimeria ninakohlyakimovae należy do królestwa protista, rodziny Eimeriidae, rodzaj Eimeria. Wywołuje u owiec i kóz chorobę pasożytniczą - kokcydiozę. Pasożytuje w jelicie cienkim, jelicie ślepym oraz okrężnicy.